# 賀山祐介
賀山 祐介（かやま ゆうすけ、1974年7月13日 - ）は日本で活動するミュージカル俳優である。島根県浜田市出身。特定非営利活動法人芸術で人々をつなぐPowWow代表理事。元劇団四季所属。

## 来歴
浜田市立第三中学校から島根県立浜田高等学校卒業までは浜田市で過ごしていた。広島大学理工学部進学に伴い広島県内に移住し、大学時代は男声合唱団に所属していた。大学時代にオペラ座の怪人観劇をきっかけに劇団四季を目指すようになり、1998年に四季劇場開場記念オーディションに合格し四季へ入団した。翌1999年にライオン・キングのアンサンブル役で初舞台出演を果たした。2015年10月16日に新名古屋ミュージカル劇場でオペラ座の怪人名古屋公演での通算入場者数100万人を達成した際にバラの花束贈呈役を務めた。その後2021年12月31日付けで劇団四季を退団。2022年に特定非営利活動法人芸術で人々をつなぐPowWowを設立し、代表理事を務める。JFAこころのプロジェクトの夢先生としても活動している。

## 主な出演作品
- ライオン・キング（アンサンブル）
- ウィキッド（アンサンブル）
- ジーザス・クライスト＝スーパースター（ペテロ、司祭2枠）
- オペラ座の怪人（ムッシュー・アンドレ）
- ノートルダムの鐘（アンサンブル）